# Mörkare än natten
Mörkare än natten (originaltitel: A Darkness More Than Night) är en kriminalroman från 2001 av Michael Connelly. Det är den sjunde boken om Harry Bosch på svenska. Översättning till svenskan utkom 2003, som är gjord av Eva Larsson. 

## Handling
Är Harry Bosch en rituell seriemördare?
I sin numera lugna värld, lever Terry McCaleb med sin familj på Catalina Island och arbetar som fiskeguide. En gammal kollega kontaktar honom, då de kört fast i ett brutalt mordfall. McCaleb övertalas att titta på utredningen och se på det med sin erfarna blick. Kanske kan han se något som de missat eller hitta någonting nytt. Det gör han och den nya vinkeln, lutar mot Harry Bosch.
Harry Bosch är på sitt håll djupt upptagen med ett mordfall på en filmstjärna. Hon verkar ha blivit strypt av en Hollywood-regissör. Dock börjar de båda fallen att sammanflätas för varje ledtråd som McCaleb nystar upp. Kan McCaleb vara på väg att avslöja den mest skräckinjagande mördare han någonsin upptäckt? 
Michael Connelly låter sina färgstarka karaktärer Bosch och McCaleb mötas och mätas i denna högklassiga kriminalroman.